# Mossor

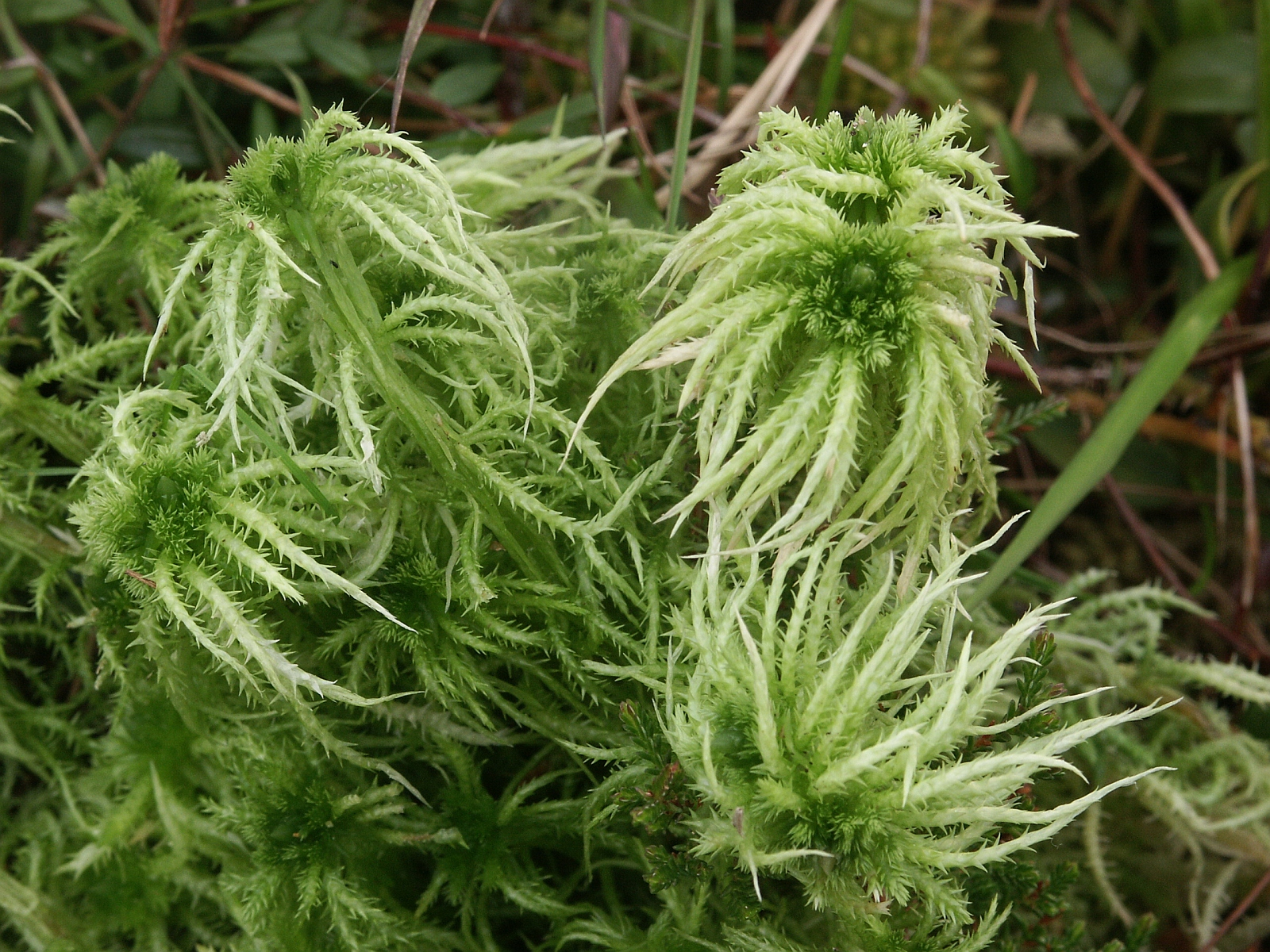
Sphagnum squarrosum, en vitmossa.

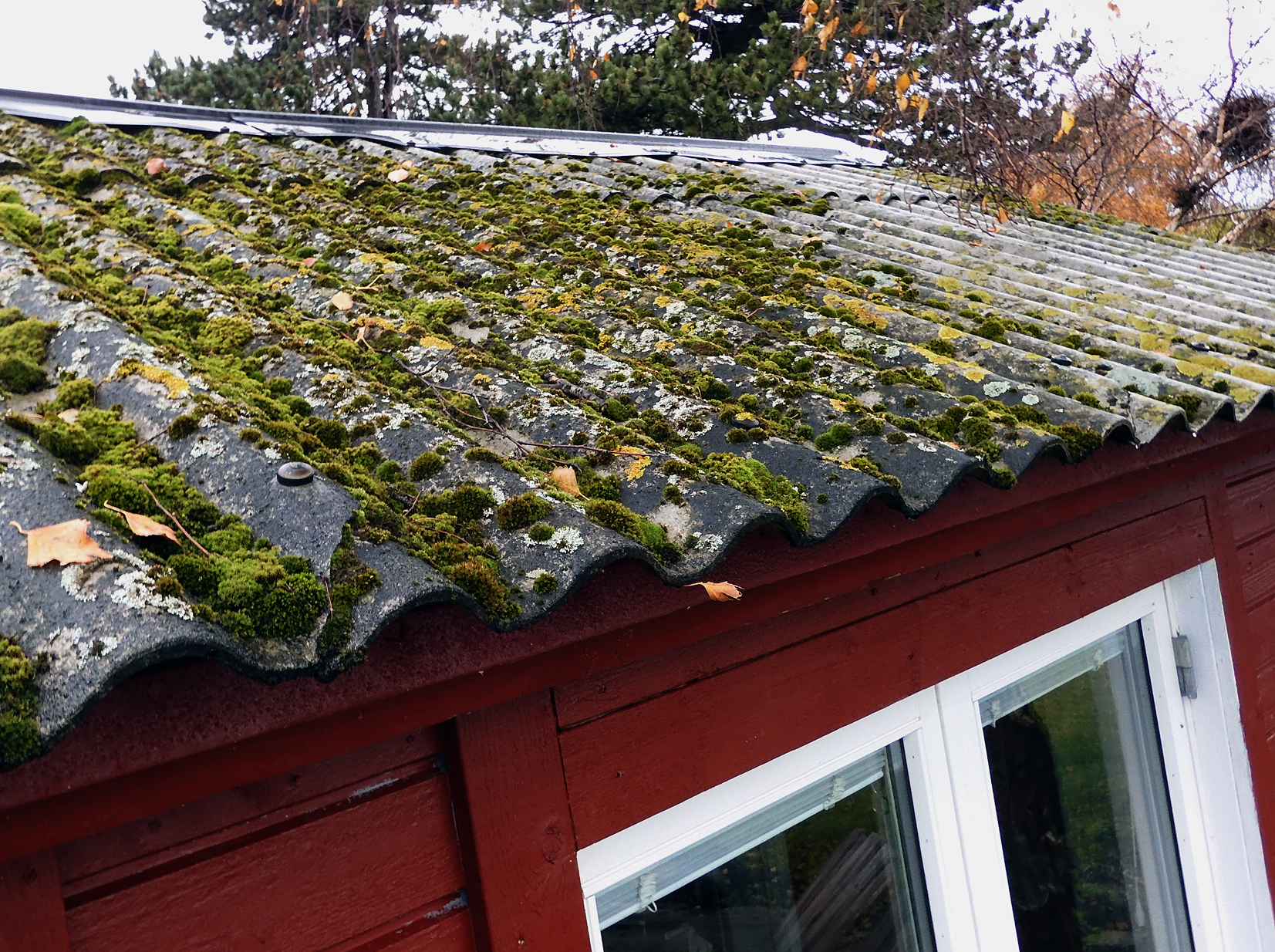
Mossa på ett eternittak.

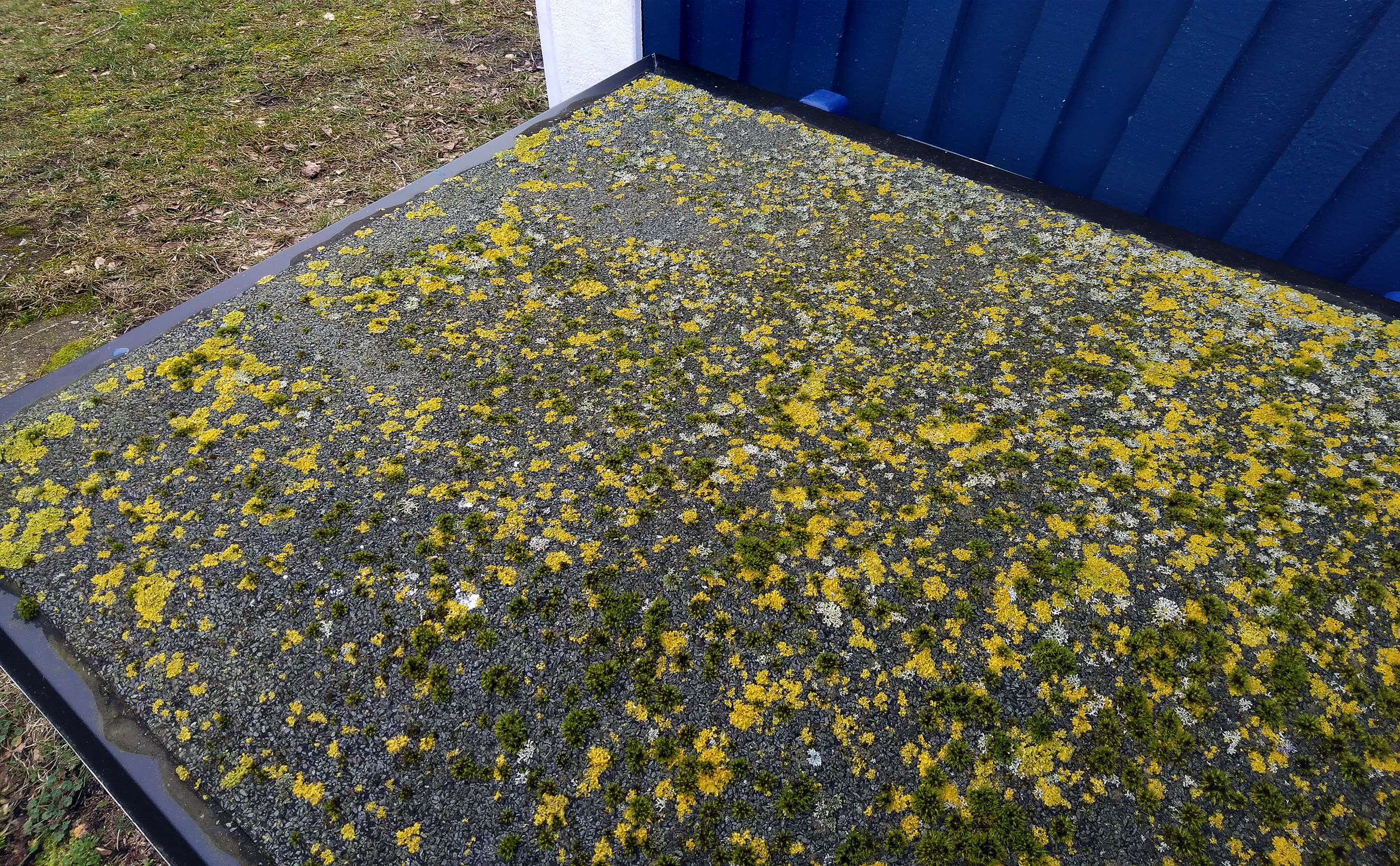
Mossa på tjärpapp.

Mossor är trivialnamn på vad som i dag vanligen anses vara en parafyletisk grupp av tre skilda divisioner av växter: nålfruktsmossor (Anthoceratophyta), levermossor (Marchantiophyta) och bladmossor (Bryophyta). Dessa tre grupper ansågs tidigare tillhöra samma division Bryophyta, men numera räknas enbart bladmossorna dit. Dessa växter delar vissa utseendemässiga drag, men är inte närmare släkt med varandra än med till exempel kärlväxter.
Ordet mossor har också använts på helt andra saker, till exempel mossdjur, vissa trådformiga grönalger och rödalger och många buskformiga lavar, särskilt då fönsterlav och andra renlavar som ofta kallas vitmossa, men även lunglav och islandslav som även kallats lungmossa. Mossa kan växa på träd och stenar med mera.

## Gemensamma drag
Mossor uppkom för cirka 450 miljoner år sedan. De är nästan alltid gröna 
och saknar rötter.
Av cirka 20 000 kända mossarter finns drygt 1 000 i Sverige, varav de flesta är bladmossor.